# The Journal of Organic Chemistry
The Journal of Organic Chemistry（ザ・ジャーナル・オブ・オーガニック・ケミストリー、 略称  J. Org. Chem. または JOC）は、1936年に創刊されたアメリカ化学会の発行する有機化学および生物有機化学分野の学術誌。2018年のクラリベイト・アナリティクス社による"Journal citation Reports" に基づけば、有機化学カテゴリーにリストされている57雑誌の中で、Organic Lettersに次いで2番目に論文の引用数が多い（98,696件）雑誌である。2018年度のインパクトファクターは4.745。
2020年3月現在のチーフ・エディターはScott J. Miller。